# Louis Poulsen
Louis Poulsen, egl. Louis Poulsen Lighting A/S, tidl. Louis Poulsen & Co. A/S, er en dansk virksomhed, som fremstiller lamper og belysning designet af kendte designere. Tidligere havde virksomheden også et grossistfirma under navnet Louis Poulsen El-teknik, som i 2005 blev opkøbt af Lemvigh-Müller. 

## Historie
Virksomheden blev grundlagt 1874 i København af Ludvig R. Poulsen (1846-1906) som et vinimportfirma under navnet Kjøbenhavns direkte Vin-Import-Kompagni. Firmaet lukkede i 1878, men fortsatte inden for grossistbranchen. I 1892 - samme år som København fik sit første og landets andet elektricitetsværk - etablerede Ludvig R. Poulsen en forretning med salg af værktøj og elektriske artikler i Istedgade 1 på Vesterbro i København. I 1896 ansatte Ludvig R. Poulsen sin nevø, Louis Poulsen (1871-1934), i firmaet.
I 1906 døde Ludvig R. Poulsen, som efterfulgtes af nevøen på direktørposten. I 1908 flyttede han hovedsædet til Nyhavn 11, og i 1911 optog han Sophus Kaastrup-Olsen (1884-1938) optages som partner i firmaet, som derefter fik navnet Louis Poulsen & Co. I 1914 udkom firmaets første katalog, og i 1917 købte Sophus Kaastrup-Olsen Louis Poulsen ud firmaet for 10.000 kr. og blev dermed eneejer af Louis Poulsen & Co. I 1918 rundede omsætningen 5 mio. kr. I 1933 åbnede Louis Poulsen & Co. en afdeling i Aarhus.
Fra 1938 blev firmaet, der 1. november 1939 omdannedes til aktieselskab, ledet af civilingeniør Emun Rager (1884-1959) som administrerende direktør, idet Kaastrup-Olsen døde dette år.
Ved køb af Laur. Henriksens Metalvarefabrik i 1941 gik Louis Poulsen & Co. A/S selv ind i produktionen af belysningsarmaturer. Bladet LP-NYT blev samme år lanceret med Poul Henningsen som redaktør. 
En nyopført bygning på Sluseholmen i København blev indviet i 1959 og anvendtes dels montage af lysrørsarmaturer, dels til el-engroslager. Samme år blev Jens Kaastrup-Olsen adm. direktør efter Emun Rager. 
I 1964 blev engrossektionen udvidet ved erhvervelsen af A/S Classen-Smidth, hvorved firmaet fik filialer i Odense og Vejle, og i 1965 skiftede Laur. Henriksens Metalvarefabrik navn til Elpefa A/S, som i flyttede til en nyopført produktionshal på Sluseholmen, hvor al produktion og montage af armaturer blev samlet. I 1967 blev I/S El-Salg etableret.
I 1976 døde Jens Kaastrup-Olsen og blev efterfulgt som adm. direktør af Hans Cordes. Året efter blev metalvareproduktionen, som tidligere var et selvstændigt selskab ved navn Elpefa A/S, fusionerets med Louis Poulsen & Co. A/S. Louis Poulsens B-aktier blev noteret på Københavns Fondsbørs, og der blev indgået en aktionæroverenskomst mellem arvingerne i 1977 for at sikre, at firmaet forblev på danske hænder.
1981 købte Louis Poulsen & Co. A/S el-engrossektionen i S.C. Sørensen og fik hermed otte el-engrosafdelinger med i købet. I 1984 oprettedes Elpefa Handels- og ingeniørfirma, i 1985 JO-EL A/S, og i 1987 rundede koncernens omsætning 1 mia. kr. 
I 1989 erhvervede Louis Poulsen & Co. A/S Skandia Havemann's El A/S, i 1990 blev det danske datterselskab Lightmakers A/S oprettet, og i 1995 oprettede El-engrossektionen en specialafdeling for tele og data under navnet Louis Poulsen Kommunikation. Samtidig introduceredes e-handelssystemet eLPc. 
I 1997 blev Erik Holm adm. direktør, og samme år købte Belysningssektionen det engelske selskab Outdoor Lighting Ltd. Måleinstrumentsektionen i Elpefa A/S blev i 1998 udskilt som et selvstændigt aktieselskab under navnet ELMA A/S. Den El-tekniske sektion købte samtidig Norsk Elektro Teknikk ASA og Nordisk Elektro Teknik AB. 
Aktionæroverenskomsten af 1977 førte i 1990'erne til adskillige familiefejder og retssager, men i 1999 lykkedes det at skabe enighed. Familien lod sig købe ud, mens virksomheden forblev i dansk eje. Nye ejere blev investeringskonsortiet Polaris og HD Invest. Efter ejerskiftet blev Louis Poulsen-aktierne afnoteret på Københavns Fondsbørs. I kølvandet på virksomhedens 125-års-jubilæum i 1999 oprettede de tidligere A-aktionærer og de nye ejere af Louis Poulsen-koncernen i 2000 en ny dansk lysfond, Sophus Fonden.
Louis Poulsen Elteknik A/S blev i 2005 solgt til Lemvigh-Müller Gruppen, og samme år blev fabrikken flyttet fra København til Vejen. Virksomhedens hovedkontor har siden 2006 haft til huse i Gammel Strand 28, og dette år tiltrådte Peter Thorsen som ny adm. direktør i Louis Poulsen Lighting.
I 2007 blev Louis Poulsen Lighting overtaget af den italienske belysningsvirksomhed Targetti Sankey SpA i Firenze, som ændrede navn til Targetti Poulsen. I 2008 forlod Peter Thorsen Louis Poulsen Lighting og blev efterfulgt af Lorenzo Targetti. Direktørerne Hans Lindeberg, Kurt Carstensen og Søren Schølhammer fik ansvar for den daglige ledelse.
I 2014 blev Louis Poulsen Lighting købt tilbage af den danske kapitalfond Polaris.
I 2018 blev Louis Poulsen solgt til det  italienske selskab Investindustrial (en), som samlede mærker som FLOS, B&B Italia, Louis Poulsen, Max Alto, Arclinea under navnet "Design Holding". 
i 2024 fejrede Louis Poulsen sit 150-års jubilæum med unikke versioner af klassiske designs, og derudover lanceringen af en bog hvor Louis Poulsen påstår at være "The First House of Light".

### Udenlandske datterselskaber
I 1962 blev Louis Poulsens første udenlandske datterselskab i Belysningssektionen etableret i Vesttyskland. Det blev fulgt op af datterselskaber i Frankrig (1964), Sverige (1975), USA samt en afdeling på Færøerne (1985), Norge (1987), Holland og Australien (1988, afhændet 2001), Finland (1989), Schweiz (1990) og Japan (1991).

## Administrerende direktører
- 1874-1906: Ludvig R. Poulsen
- 1906-1918: Louis Poulsen
- 1917-1938: Sophus Kaastrup-Olsen
- 1938-1959: Emun Rager
- 1959-1976: Jens Kaastrup-Olsen
- 1976-1996: Hans Cordes
- 1997-2006: Erik Holm
- 2006-2008: Peter Thorsen
- 2008-2012: Lorenzo Targetti
- 2010-2012: Enrico Basso
- 2013-2015: Luigi Ferrando
- 2015-2017: Christian Engsted
- 2017-nu: Søren Mygind Eskildsen

## Produkter

### PH-lampen
I 1924 indledte firmaet et samarbejde med arkitekt Poul Henningsen med henblik på et fremstød ved Exposition internationale des Arts décoratifs et industriels modernes i Paris 1925. Det lykkedes, da PH-lampen vandt guldmedalje på udstillingen.
I 1926 vandt Louis Poulsen og Poul Henningsen licitationen om belysning til det nyopførte Forum i København med PH-lampen. Samme år indledtes markedsføringen af armaturerne, og det første katalog udkom med tekst på dansk, tysk, engelsk og fransk. 
I 1929 indgik Louis Poulsen en aftale med udenlandske agenter i Europa, Nord- og Sydamerika, Afrika og Asien om salg af PH-lampen.

## Priser
- 2000: Dansk Design Klassikerprisen for Albertslundlygten
- 2001: Dansk Design Pris for LP Charisma
- 2002: Det Gyldne Søm
- 2003: International Forum Design Award for Enigma
- 2003: Købehavns Miljønetværks Diplom
- 2004: International Forum Design Award for Enigma 425
- 2008: To ADEX Awards til Enigma 825 (platin) og Collage pendel (guld)
- 2010: AIA Honors for Collaborative Achievement Award